# Wołodymyr Kłyczko
Wołodymyr Wołodymyrowycz Kłyczko, ukr. Володимир Володимирович Кличко, Władimir Władimirowicz Kliczko, ros. Владимир Владимирович Кличко (ur. 25 marca 1976 w Semipałatyńsku) – ukraiński bokser wagi ciężkiej, złoty medalista Igrzysk Olimpijskich 1996 w Atlancie. 
Przez wielu uważany za jednego z najlepszych mistrzów wagi ciężkiej w historii zawodowego boksu. W latach 2000–2003 mistrz świata organizacji WBO, a w latach 2008–2015 mistrz świata organizacji IBF, WBO, IBO oraz superczempion WBA. Od 2009 do 2015 mistrz świata według czasopisma „The Ring”. Od października 2013 do listopada 2015 niekwestionowany mistrz wagi ciężkiej według rankingu TBRB. W 2017 zakończył karierę sportową.
Jest rekordzistą pod względem czasu spędzonego jako mistrz świata w wadze ciężkiej, będąc nim przez 4382 dni (12 lat). W swojej karierze pokonał 23 zawodników o tytuł mistrza świata wagi ciężkiej, najwięcej w historii boksu. W 2017 odznaczony Orderem Wolności przez prezydenta Ukrainy Petro Poroszenkę. 

## Dzieciństwo i młodość
Urodził się w Semipałatyńsku (obecnie Semej) na terenie ówczesnej Kazachskiej Republiki Radzieckiej jako syn Nadiji Uljanownej (z d. Bułyno) oraz Wołodymyra Kłyczków. Ojciec był wojskowym ukraińskim, zmarł w 2011 w wyniku choroby popromiennej, po tym jak w 1986 uczestniczył w akcji po katastrofie Czarnobylskiej Elektrowni Jądrowej. Jest młodszym bratem Witalija Kłyczki, który również został bokserem.
Od 1980 do 1985 mieszkał w Czechosłowacji z powodu pracy jego ojca, który był attaché wojskowym i stacjonował jako żołnierz wojsk Układu Warszawskiego na terenie Czechosłowacji. Później wraz z rodziną przeprowadził się do Prypecia, jednak już w 1986 miastową ludność ewakuowano z powodu katastrofy czarnobylskiej.

## Kariera amatorska
Treningi bokserskie rozpoczął pod koniec lat. 80 XX wieku. Na początku latach 90. był zawodnikiem m.in. Gwardii Warszawa, w barwach której za walkę zarabiał 200 dolarów.
W 1993 został mistrzem Europy juniorów w wadze ciężkiej. Kolejnym sukcesem było zajęcie drugiego miejsca w juniorskich mistrzostwach świata w 1994, odbywających się w Stambule. W 1996 wystąpił na Mistrzostwach Europy w boksie amatorskim, na których zdobył srebrny medal, przegrywając w finale z Aleksiejem Lezinem. Kilka miesięcy później pokonał Lezina w drodze po złoty medal na Igrzyskach Olimpijskich 1996. W finale zmierzył się z Paea Wolfgrammem, z którym wygrał i tym samym zdobył olimpijskie złoto i został bokserskim mistrzem olimpijskim w kategorii superciężkiej. Olimpijska walka finałowa była jego ostatnią w boksie amatorskim. 
Łącznie w karierze amatorskiej wygrał 134 meczów, przegrał zaś tylko 6, co daje bilans 134–6.

## Kariera zawodowa

### Lata 1996–1999: Początki
Karierę zawodową rozpoczął w Niemczech, razem ze swoim starszym o pięć lat bratem, Witalijem. W swoim debiucie 16 listopada 1996 znokautował w pierwszej rundzie Fabiana Mezę. W ciągu dwóch następnych lat stoczył łącznie 24 pojedynki. Wszystkie wygrał, większość kończąc nokautem w pierwszych rundach. 14 lutego 1998, dzięki wygranej walce przeciwko Marcusowi McIntyre został mistrzem WBC International w wadze ciężkiej. Później dwa razy obronił tytuł.
5 grudnia 1998 doznał pierwszej, zaskakującej porażki – z przeciętnym amerykańskim pięściarzem Rossem Puritty. Przed starciem Kłyczko notował bilans 24–0–0 (21 KO), a walka była jego pierwszym występem na terenie Ukrainy. Z kolei Puritty przed walką z Ukraińcem przegrał trzy ze swoich czterech ostatnich walk. Kłyczko miał znaczną przewagę, lecz pod koniec walki zupełnie stracił siły. W dziesiątej rundzie dwukrotnie leżał na deskach, a w jedenastej, po kolejnych silnych ciosach Amerykanina, trener Wołodymyra Fritz Sdunek wbiegł na ring i przerwał walkę. Tym samym Kłyczko utracił tytuł mistrza WBC International. Trzy lata później, w 2001 brat Wołodymyra – Witalij pokonał Puritty po technicznym nokaucie. 
Po porażce z Puritty, wygrał walkę z Zoranem Vujiciciem, pokonując go już w pierwszej rundzie. 17 czerwca pokonał Josepha Chingangu i dzięki temu został mistrzem WBA Inter-Continental. 25 września zwyciężył starcie przez techniczny nokaut z Axelem Schultzem, dzięki czemu prócz obrony tytułu WBC zdobył także wakujący pas mistrza European Boxing Union wagi ciężkiej. Rok 1999 zakończył zwycięstwem nad Lajosem Erosem w drugiej rundzie po nokaucie.

### 2000: Kłyczko vs Byrd
Rok 2000 rozpoczął od pokonania Paea Wolfgramma, którego znokautował w pierwszej rundzie. Zwycięstwo dało mu wakujący tytuł WBC International. Wygrał również kolejną walkę – z Davidem Bostice przez techniczny nokaut (Amerykanin był dwukrotnie liczony w pierwszej i drugiej rundzie). 15 lipca pokonał Monte Barretta przez techniczny nokaut, po tym jak sędzia przerwał walkę w siódmej rundzie, wycofując Amerykanina z walki. 
14 października 2000 dostał szansę na walkę o mistrzostwo świata organizacji WBO z Chrisem Byrdem. Amerykanin wywalczył ten tytuł pół roku wcześniej (1 kwietnia), wygrywając ze starszym bratem Wołodymyra, Witalijem. Podczas walki to Witalij przeważał nad Byrdem prowadząc na sędziowskich kartach 88–83, 88–83 i 89–82, jednak w dziewiątej rundzie był zmuszony poddać walkę z powodu kontuzji ramienia. Dla Witalija była to pierwsza w karierze profesjonalnej porażka (przed walką bilans 27–0–0 (27 KO)). Starcie rewanżowe zostało zakontraktowane w Kolonii i ogłoszone mianem „Rewanżu Brata” (ang. „Revenge Of The Brother”). Wołodymyr miał w tej walce znaczną przewagę i wygrał zdecydowanie na punkty: 120–106, 119–107 i 118–108, a Byrd dodatkowo zaliczył dwa upadki – w dziewiątej i jedenastej rundzie.

### 2001–2002: Obrona tytułu
Po wywalczeniu tytułu w 2001 Kłyczko stoczył pierwszą walkę o obronę mistrzowskiego pasa – 24 marca przeciwko Derrickowi Jeffersonowi. W pierwszej rundzie Kłyczko powalił rywala lewym sierpowym. W kolejnej rundzie dwa razy nokdaunował rywala – za pierwszym razem prawym prostym, drugi nokdown Kłyczko wyprowadził ponownie lewym sierpowym. Po tym sędzia ogłosił techniczny nokaut Jeffersona w drugiej rundzie. Za walkę zarobił 1 mln euro. Następnie pokonał 4 sierpnia Charlesa Shufforda. Ponownie walka zakończyła się technicznym nokautem, po dominacji Ukraińca – Shufford był trzy razy liczony (w rundzie 2. 3. oraz 6.). Po szóstym nokdawnie sędzia przerwał walkę. Ogółem w 2001 Kłyczko udanie dwukrotnie bronił pas WBO.
16 marca 2002 stoczył walkę z Francois Bothą. Początkowo Botha przeważał na ringu, jednak od piątej rundy to Kłyczko zyskiwał i w ósmej rundzie, po serii ciosów i lewym sierpowym, który spowodował upadek Bothy (później się podniósł), sędzia przerwał walkę i ogłosił zwycięstwo Kłyczki, dzięki czemu po raz trzeci obronił on swój tytuł. Trzy miesiące później skrzyżował rękawice z byłym 41–letnim mistrzem olimpijskim i mistrzem świata organizacji WBO Rayem Mercerem. Walka odbyła się 29 czerwca w Atlantic City. Przez cały okres trwania walki przeważał Kłyczko, dwukrotnie posyłając rywala na deski już w pierwszej rundzie. Walka została przerwana w szóstej rundzie przez techniczny nokaut po serii ciosów Kłyczki bez odpowiedzi rywala. Za walkę zainkasował 1,2 mln dolarów. 7 grudnia zmierzył się z Jameelem McCline’m w Las Vegas. Kłyczko przez cały okres starcia przeważał, a pod koniec dziewiątej rundy powalił rywala, ale ten wstał i kontynuował walkę. Jednak przez startem 11. rundy obóz McCline’a rzucił ręcznik na podłogę i tym samym zapewnił Kłyczce 40. zwycięstwo w karierze profesjonalnej.

### 2003–2004: Porażki z Sandersem i Brewsterem
Kłyczko tytułu mistrzowskiego z sukcesem bronił pięciokrotnie, dzięki czemu był notowany na pierwszym miejscu rankingu dziennika „The Ring”. 8 marca 2003, w swojej szóstej obronie, zmierzył się z południowoafrykańskim bokserem Corriem Sandersem. Udanie rozpoczął walkę jednak później przeszedł do defensywy i niedługo potem został powalony przez Sandersa. W kolejnej rundzie, po serii dwóch nokdownów Kłyczki, sędzia przerwał walkę. Starcie zostało uznane później za „Zaskoczenie Roku”. Później ukraiński bokser przyznał, że do walki przystąpił bez motywacji i nie przygotował się dobrze do walki.
Po dwóch kolejnych łatwo wygranych walkach z Fabio Molim oraz Danellem Nicholsonem w Niemczech, Kłyczko zmierzył się z Lamonem Brewsterem o wakujący tytuł mistrza świata organizacji WBO, ponieważ Corrie Sanders zrzekł się go aby móc walczyć z Witalijem Kłyczką o pas mistrzowski organizacji WBC. Przed walką Kłyczko zmienił trener, a jego nowym opiekunem został Emanuel Steward. Walka odbyła się 10 kwietnia 2004 w Las Vegas. Przez cztery pierwsze rundy Ukrainiec miał znaczną przewagę. W czwartej rundzie po ciosie Kłyczki Brewster leżał na deskach. Jednak w następnej rundzie sytuacja diametralnie się odwróciła. Po serii silnych ciosów Wołodymyr był liczony, a po zakończeniu piątej rundy najpierw upadł, a później nie mógł dojść o własnych siłach do swojego narożnika. Sędzia był zmuszony zakończyć walkę.
Po pokonaniu w dwóch następnych potyczkach DaVarryla Williamsona i Eliseo Castillo Kłyczko stanął do walki eliminacyjnej o pozycję numer jeden w rankingu organizacji IBF i WBO. Jego rywalem był Nigeryjczyk Samuel Peter. Ukrainiec wygrał ten pojedynek na punkty, mimo że trzy razy leżał na deskach i był liczony.
22 kwietnia 2006 Kłyczko stoczył kolejną walkę o tytuł mistrza świata, tym razem organizacji IBF. Jego rywalem był po raz drugi Chris Byrd. Pojedynek miał jednostronny przebieg i zakończył się zwycięstwem Kłyczki po technicznym nokaucie w siódmej rundzie. W listopadzie 2006 w siódmej rundzie zwyciężył z Calvinem Brockiem.
10 marca 2007 przez techniczny nokaut już w drugiej rundzie pokonał Raya Austina, a 7 lipca tego samego roku udanie zrewanżował się Lamonowi Brewsterowi, pokonując go w szóstej rundzie.
23 lutego 2008 w Nowym Jorku w Madison Square Garden stoczył walkę unifikacyjną z mistrzem WBO Sułtanem Ibragimowem. Kłyczko po nudnej walce wygrał pojedynek na punkty. 12 lipca tego samego roku pokonał przez techniczny nokaut w jedenastej rundzie Tony Thompsona. W ostatniej walce w 2008 roku w grudniu pokonał przez techniczny nokaut w siódmej rundzie Hasima Rahmana, mając dużą przewagę przez całą walkę.
20 marca 2010 podczas gali w Düsseldorfie znokautował w dwunastej rundzie Amerykanina Eddiego Chambersa lewym sierpowym. 11 września 2010 we Frankfurcie znokautował w dziesiątej rundzie Samuela Petera.

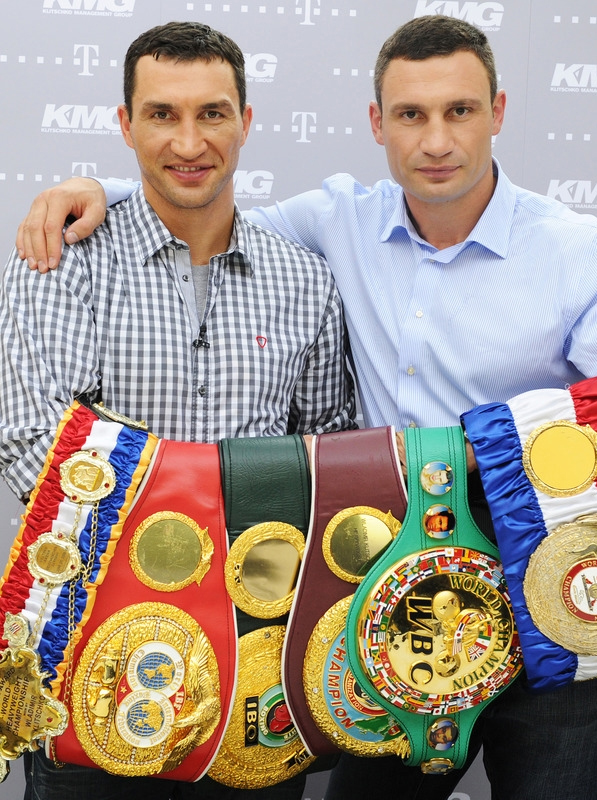
Bracia Kłyczko (2012)

2 lipca 2011 w walce unifikacyjnej jednogłośnie na punkty pokonał mistrza świata organizacji WBA Davida Haye’a. Sędziowie punktowali: Adalaide Byrd (117:109), Michael Pernick (118:108) oraz Stanley Christodoulou (116:110) na korzyść Kłyczki. 3 marca 2012 zmierzył się z byłym mistrzem wagi junior ciężkiej Jeanem-Markiem Mormeckiem, pokonując go przez techniczny nokaut w czwartej rundzie. 7 lipca 2012 skrzyżował rękawice z Tonym Thompsonem, w rewanżu za walkę sprzed czterech lat. Pokonał go przez techniczny nokaut w szóstej rundzie.
Na 10 listopada 2012 zakontraktowano walkę Kłyczki z Polakiem Mariuszem Wachem. Zwycięzcą walki został Kłyczko, pokonując Wacha na punkty.
4 maja 2013 pokonał w szóstej rundzie przez techniczny nokaut Włocha Francesca Pianetę.
5 października 2013 w Moskwie zwyciężył na punkty w walce z Aleksandrem Powietkinem. Walka zakończyła się jednogłośną decyzją sędziów 119:104.
26 kwietnia 2014 roku wygrał walkę z Aleksem Leapaiem nokautując go w piątej rundzie.
15 listopada 2014 roku wygrał walkę z Kubratem Pulewem nokautując go w piątej rundzie.
25 kwietnia 2015 w nowojorskiej Madison Square Garden, broniąc kolejny raz z rzędu tytułu, Kliczko wygrał jednogłośnie na punkty 118:109, 116:111 i 116:111 z Amerykaninem Bryantem Jenningsem (19-1, 10 KO).
28 listopada 2015 roku przegrał na punkty walkę z Tysonem Furym (115:112, 115:112, 116:111 na korzyść Fury’ego).
29 kwietnia 2017 w Londynie przegrał przez techniczny nokaut w jedenastej rundzie z Brytyjczykiem Anthonym Joshuą (19-0, 19 KO). Stawką pojedynku były trzy pasy mistrzowskie federacji IBF, IBO i superczempiona WBA.
30 lipca 2017 ogłosił zakończenie kariery.

## Statystyki

### Ogólne
| Rok     | Walki | Wygrane | Porażki |
| ------- | ----- | ------- | ------- |
| 1996    | 3     | 3       | 0       |
| 1997    | 13    | 13      | 0       |
| 1998    | 9     | 8       | 1       |
| 1999    | 7     | 7       | 0       |
| 2000    | 4     | 4       | 0       |
| 2001    | 2     | 2       | 0       |
| 2002    | 3     | 3       | 0       |
| 2003    | 3     | 2       | 1       |
| 2004    | 2     | 1       | 1       |
| 2005    | 2     | 2       | 0       |
| 2006    | 2     | 2       | 0       |
| 2007    | 2     | 2       | 0       |
| 2008    | 3     | 3       | 0       |
| 2009    | 1     | 1       | 0       |
| 2010    | 2     | 2       | 0       |
| 2011    | 1     | 1       | 0       |
| 2012    | 3     | 3       | 0       |
| 2013    | 2     | 2       | 0       |
| 2014    | 2     | 2       | 0       |
| 2015    | 2     | 1       | 1       |
| 2016    | –     | –       | –       |
| 2017    | 1     | 0       | 1       |
| Ogólnie | 69    | 64      | 5       |

### Lista walk
| Lp. | Wynik     | Bilans | Przeciwnik          | Typ | Runda, czas   | Data                 | Miejsce                     | Uwagi                                                                                          |
| --- | --------- | ------ | ------------------- | --- | ------------- | -------------------- | --------------------------- | ---------------------------------------------------------------------------------------------- |
| 69  | Przegrana | 64–5   | Anthony Joshua      | TKO | 11 (12), 2:25 | 29 kwietnia 2017     | Londyn, Anglia              | O pas IBF, wakujący pas WBA (superczempion) i IBO w wadze ciężkiej                             |
| 68  | Przegrana | 64–4   | Tyson Fury          | UD  | 12            | 28 listopada 2015    | Düsseldorf, Niemcy          | Utracił pas WBA (superczempion), IBF, WBO, IBO i „The Ring” w wadze ciężkiej                   |
| 67  | Wygrana   | 64–3   | Bryant Jennings     | UD  | 12            | 25 kwietnia 2015     | Nowy Jork, USA              | Obronił pas WBA (superczempion), IBF, WBO, IBO i „The Ring” w wadze ciężkiej                   |
| 66  | Wygrana   | 63–3   | Kubrat Pulew        | KO  | 5 (12), 2:11  | 15 listopada 2014    | Hamburg, Niemcy             | Obronił pas WBA (superczempion), IBF, WBO, IBO i „The Ring” w wadze ciężkiej                   |
| 65  | Wygrana   | 62–3   | Alex Leapai         | TKO | 5 (12), 2:05  | 26 kwietnia 2014     | Oberhausen, Niemcy          | Obronił pas WBA (superczempion), IBF, WBO, IBO i „The Ring” w wadze ciężkiej                   |
| 64  | Wygrana   | 61–3   | Aleksandr Powietkin | UD  | 12            | 5 października 2013  | Moskwa, Rosja               | Obronił pas WBA (superczempion), IBF, WBO, IBO i „The Ring” w wadze ciężkiej                   |
| 63  | Wygrana   | 60–3   | Francesco Pianeta   | TKO | 6 (12), 2:52  | 4 maja 2013          | Mannheim, Niemcy            | Obronił pas WBA (superczempion), IBF, WBO, IBO i „The Ring” w wadze ciężkiej                   |
| 62  | Wygrana   | 59–3   | Mariusz Wach        | UD  | 12            | 10 listopada 2012    | Hamburg, Niemcy             | Obronił pas WBA (superczempion), IBF, WBO, IBO i „The Ring” w wadze ciężkiej                   |
| 61  | Wygrana   | 58–3   | Tony Thompson       | TKO | 6 (12), 1:12  | 7 lipca 2012         | Berno, Szwajcaria           | Obronił pas WBA (superczempion), IBF, WBO, IBO i „The Ring” w wadze ciężkiej                   |
| 60  | Wygrana   | 57–3   | Jean-Marc Mormeck   | KO  | 4 (12), 1:12  | 3 marca 2012         | Düsseldorf, Niemcy          | Obronił pas WBA (superczempion), IBF, WBO, IBO i „The Ring” w wadze ciężkiej                   |
| 59  | Wygrana   | 56–3   | David Haye          | UD  | 12            | 2 lipca 2011         | Hamburg, Niemcy             | Obronił pas IBF, WBO, IBO i „The Ring” w wadze ciężkiej; zdobył pas WBA w wadze ciężkiej       |
| 58  | Wygrana   | 55–3   | Samuel Peter        | KO  | 10 (12), 1:22 | 11 września 2010     | Frankfurt nad Menem, Niemcy | obronił pas IBF, WBO, IBO i „The Ring” w wadze ciężkiej                                        |
| 57  | Wygrana   | 54–3   | Eddie Chambers      | KO  | 12 (12), 2:55 | 20 marca 2010        | Düsseldorf, Niemcy          | Obronił pas IBF, WBO, IBO i „The Ring” w wadze ciężkiej                                        |
| 56  | Wygrana   | 53–3   | Ruslan Chagayev     | RTD | 9 (12), 3:00  | 20 czerwca 2009      | Gelsenkirchen, Niemcy       | Obronił pas IBF, WBO i IBO w wadze ciężkiej; zdobył wakujący pas „The Ring” w wadze ciężkiej   |
| 55  | Wygrana   | 52–3   | Hasim Rahman        | TKO | 7 (12), 0:44  | 13 grudnia 2008      | Mannheim, Niemcy            | Obronił pas IBF, WBO i IBO w wadze ciężkiej                                                    |
| 54  | Wygrana   | 51–3   | Tony Thompson       | KO  | 11 (12), 1:38 | 12 lipca 2008        | Hamburg, USA                | Obronił pas IBF, WBO i IBO w wadze ciężkiej                                                    |
| 53  | Wygrana   | 50–3   | Sułtan Ibragimow    | UD  | 12            | 23 lutego 2008       | Nowy Jork, USA              | Obronił pas IBF i IBO w wadze ciężkiej; zdobył pas WBO w wadze ciężkiej                        |
| 52  | Wygrana   | 49–3   | Lamon Brewster      | RTD | 6 (12), 3:00  | 7 lipca 2007         | Kolonia, Niemcy             | Obronił pas IBF i IBO w wadze ciężkiej                                                         |
| 51  | Wygrana   | 48–3   | Ray Austin          | TKO | 2 (12), 1:23  | 10 marca 2007        | Mannheim, Niemcy            | Obronił pas IBF i IBO w wadze ciężkiej                                                         |
| 50  | Wygrana   | 47–3   | Calvin Brock        | TKO | 7 (12), 2:10  | 11 listopada 2006    | Nowy Jork, USA              | Obronił pas IBF i IBO w wadze ciężkiej                                                         |
| 49  | Wygrana   | 46–3   | Chris Byrd          | TKO | 7 (12), 0:41  | 22 kwietna 2006      | Mannheim, Niemcy            | Zdobył pas IBF i wakujący pas IBO w wadze ciężkiej                                             |
| 48  | Wygrana   | 45–3   | Samuel Peter        | UD  | 12            | 24 września 2005     | Atlantic City, USA          | Zdobył pas NABF i wakujący pas NABO w wadze ciężkiej                                           |
| 47  | Wygrana   | 44–3   | Eliseo Castillo     | TKO | 4 (10), 2:51  | 23 kwietnia 2005     | Dortmund, Niemcy            |                                                                                                |
| 46  | Wygrana   | 43–3   | DaVarryl Williamson | TD  | 5 (10), 3:00  | 2 października 2004  | Paradise, USA               | Techniczna decyzja: przerwana walka z powodu rany nad okiem Kłyczki                            |
| 45  | Przegrana | 42–3   | Lamon Brewster      | TKO | 5 (12), 3:00  | 10 kwietnia 2004     | Paradise, USA               | O wakujący pas WBO w wadze ciężkiej                                                            |
| 44  | Wygrana   | 42–2   | Danell Nicholson    | TKO | 4 (12), 1:44  | 20 grudnia 2003      | Kilonia, Niemcy             | Obronił pas WBA Inter-Continental w wadze ciężkiej                                             |
| 43  | Wygrana   | 41–2   | Fabio Moli          | KO  | 1 (12), 1:49  | 30 sierpnia 2003     | Monachium, Niemcy           | Zdobył wakujący pas WBA Inter-Continental w wadze ciężkiej                                     |
| 42  | Przegrana | 40–2   | Corrie Sanders      | TKO | 2 (12), 0:27  | 8 marca 2003         | Hanower, Niemcy             | Utracił pas WBO w wadze ciężkiej                                                               |
| 41  | Wygrana   | 40–1   | Jameel McCline      | RTD | 10 (12), 3:00 | 7 grudnia 2002       | Paradise, USA               | Obronił pas WBO w wadze ciężkiej                                                               |
| 40  | Wygrana   | 39–1   | Ray Mercer          | TKO | 6 (12), 1:08  | 29 czerwca 2002      | Atlantic City, USA          | obronił pas WBO w wadze ciężkiej                                                               |
| 39  | Wygrana   | 38–1   | Francois Botha      | TKO | 8 (12), 0:47  | 16 marca 2002        | Stuttgart, Niemcy           | Obronił pas WBO w wadze ciężkiej                                                               |
| 38  | Wygrana   | 37–1   | Charles Shufford    | TKO | 6 (12), 2:55  | 4 sierpnia 2001      | Paradise, USA               | Obronił pas WBO w wadze ciężkiej                                                               |
| 37  | Wygrana   | 36–1   | Derrick Jefferson   | TKO | 2 (12), 2:09  | 24 marca 2001        | Monachium, Niemcy           | Obronił pas WBO w wadze ciężkiej                                                               |
| 36  | Wygrana   | 35–1   | Chris Byrd          | UD  | 12            | 14 października 2000 | Kolonia, Niemcy             | Zdobył pas WBO w wadze ciężkiej                                                                |
| 35  | Wygrana   | 34–1   | Monte Barrett       | TKO | 7 (10), 2:40  | 15 lipca 2000        | Londyn, Anglia              |                                                                                                |
| 34  | Wygrana   | 33–1   | David Bostice       | TKO | 2 (12), 1:27  | 29 kwietnia 2000     | Nowy Jork, USA              | Obronił pas WBA Inter-Continental w wadze ciężkiej                                             |
| 33  | Wygrana   | 32–1   | Paea Wolfgramm      | KO  | 1 (12), 1:30  | 18 marca 2000        | Hamburg, Niemcy             | Zdobył wakujący pas WBC International w wadze ciężkiej                                         |
| 32  | Wygrana   | 31–1   | Lajos Eros          | KO  | 2 (12), 2:35  | 4 grudnia 1999       | Hanower, Niemcy             | Obronił pas WBA Inter-Continental i mistrza Europy w wadze ciężkiej                            |
| 31  | Wygrana   | 30–1   | Phil Jackson        | KO  | 2 (8), 1:59   | 12 listopada 1999    | Paradise, USA               |                                                                                                |
| 30  | Wygrana   | 29–1   | Axel Schultz        | TKO | 8 (12), 2:42  | 25 września 1999     | Kolonia, Niemcy             | Obronił pas WBA Inter-Continental w wadze ciężkiej; zdobył pas mistrza Europy w wadze ciężkiej |
| 29  | Wygrana   | 28–1   | Joseph Chingangu    | RTD | 4 (12), 3:00  | 17 lipca 1999        | Düsseldorf, Niemcy          | Zdobył wakujący pas WBA Inter-Continental w wadze ciężkiej                                     |
| 28  | Wygrana   | 27–1   | Tony LaRosa         | TKO | 1 (10), 2:57  | 22 maja 1999         | Budapeszt, Węgry            |                                                                                                |
| 27  | Wygrana   | 26–1   | Everett Martin      | TKO | 8 (8)         | 24 kwietnia 1999     | Monachium, Niemcy           |                                                                                                |
| 26  | Wygrana   | 25–1   | Zoran Vujicic       | KO  | 1 (8), 1:02   | 13 lutego 1999       | Stuttgart, Niemcy           |                                                                                                |
| 25  | Przegrana | 24–1   | Ross Puritty        | TKO | 11 (12), 0:18 | 5 grudnia 1998       | Kijów, Ukraina              | Utracił pas WBC International w wadze ciężkiej                                                 |
| 24  | Wygrana   | 24–0   | Donnell Wingfield   | KO  | 1 (8)         | 14 listopada 1998    | Monachium, Niemcy           |                                                                                                |
| 23  | Wygrana   | 23–0   | Eli Dixon           | KO  | 3 (10), 2:26  | 3 października 1998  | Augsburg, Niemcy            |                                                                                                |
| 22  | Wygrana   | 22–0   | Steve Pannell       | KO  | 2 (10)        | 19 września 1998     | Oberhausen, Niemcy          |                                                                                                |
| 21  | Wygrana   | 21–0   | Carlos Monroe       | TKO | 6 (10), 2:28  | 6 sierpnia 1998      | Marksville, USA             |                                                                                                |
| 20  | Wygrana   | 20–0   | Najee Shaheed       | KO  | 1 (12)        | 10 lipca 1998        | Monachium, Niemcy           | Obronił pas WBC International w wadze ciężkiej                                                 |
| 19  | Wygrana   | 19–0   | Cody Koch           | KO  | 4 (12)        | 23 maja 1998         | Offenburg, Niemcy           | Obronił pas WBC International w wadze ciężkiej                                                 |
| 18  | Wygrana   | 18–0   | Everett Martin      | UD  | 8             | 13 marca 1998        | Hamburg, Niemcy             |                                                                                                |
| 17  | Wygrana   | 17–0   | Marcus McIntyre     | TKO | 3 (12)        | 14 lutego 1998       | Stuttgart, Niemcy           | Zdobył wakujący pas WBC International w wadze ciężkiej                                         |
| 16  | Wygrana   | 16–0   | Derrick Lampkins    | TKO | 1 (8)         | 20 grudnia 1997      | Offenburg, Niemcy           |                                                                                                |
| 15  | Wygrana   | 15–0   | Ladislav Husarik    | TKO | 3 (8)         | 13 grudnia 1997      | Hamburg, Niemcy             |                                                                                                |
| 14  | Wygrana   | 14–0   | Jerry Halstead      | TKO | 2 (8)         | 6 grudnia 1997       | Offenbach am Main, Niemcy   |                                                                                                |
| 13  | Wygrana   | 13–0   | Marcos González     | KO  | 2 (8)         | 11 października 1997 | Chociebuż, Niemcy           |                                                                                                |
| 12  | Wygrana   | 12–0   | James Pritchard     | TKO | 3 (8)         | 20 września 1997     | Akwizgran, Niemcy           |                                                                                                |
| 11  | Wygrana   | 11–0   | Biko Botowamungu    | DQ  | 5 (6), 0:02   | 23 sierpnia 1997     | Stuttgart, Niemcy           | Dyskwalifikacja Botowamungu po tym jak jego trener nie opuścił ringu                           |
| 10  | Wygrana   | 10–0   | Gilberto Williamson | TKO | 3 (8)         | 12 lipca 1997        | Hagen, Austria              |                                                                                                |
| 9   | Wygrana   | 9–0    | Salvador Maciel     | KO  | 1 (8)         | 27 czerwca 1997      | Offenburg, Niemcy           |                                                                                                |
| 8   | Wygrana   | 8–0    | Paul Ashley         | KO  | 2 (8), 1:25   | 13 czerwca 1997      | Oberhausen, Niemcy          |                                                                                                |
| 7   | Wygrana   | 7–0    | Mark Wills          | KO  | 1 (8), 2:58   | 10 maja 1997         | Frankfurt nad Menem, Niemcy |                                                                                                |
| 6   | Wygrana   | 6–0    | Mark Young          | RTD | 2 (6), 3:00   | 12 kwietnia 1997     | Akwizgran, Niemcy           |                                                                                                |
| 5   | Wygrana   | 5–0    | Carlos Monroe       | DQ  | 6 (6), 0:34   | 15 lutego 1997       | Chociebuż, Niemcy           | Monroe zdyskwalifikowany za cios głową                                                         |
| 4   | Wygrana   | 4–0    | Troy Weida          | TKO | 3 (6), 0:36   | 25 stycznia 1997     | Stuttgart, Niemcy           |                                                                                                |
| 3   | Wygrana   | 3–0    | Bill Corrigan       | TKO | 1 (4), 1:21   | 21 grudnia 1996      | Frankfurt nad Menem, Niemcy |                                                                                                |
| 2   | Wygrana   | 2–0    | Exum Speight        | TKO | 2 (4), 1:54   | 30 listopada 1996    | Wiener Neustadt, Austria    |                                                                                                |
| 1   | Wygrana   | 1–0    | Fabian Meza         | KO  | 1 (4), 1:35   | 16 listopada 1996    | Hamburg, Niemcy             | Debiut w profejsonalnym boksie                                                                 |

## Życie prywatne

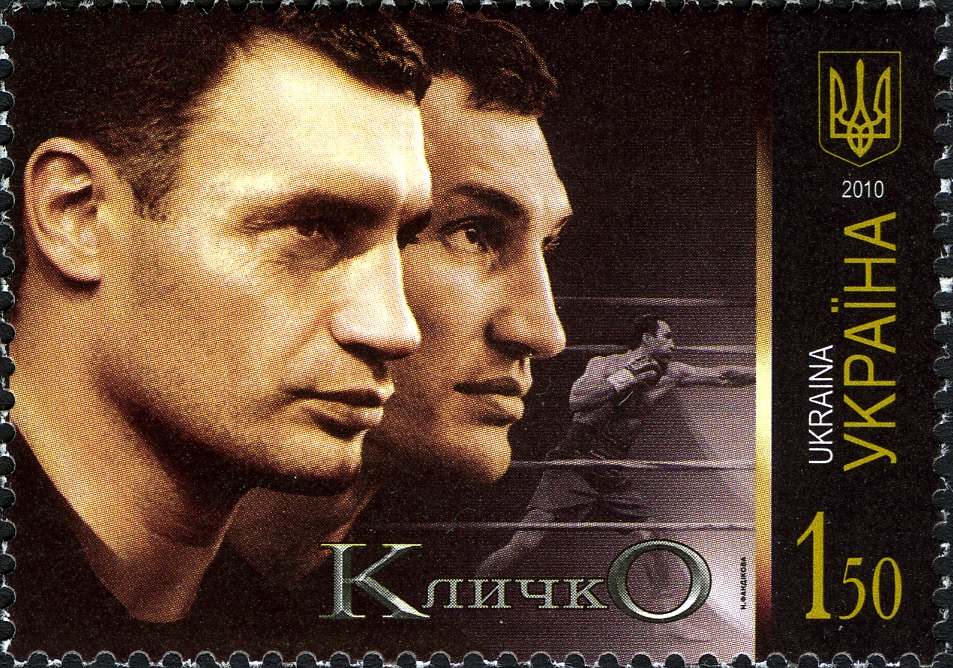
Bracia Kłyczko na ukraińskim znaczku pocztowym z 2010

W 2009 bokser zaczął spotykać się z amerykańską aktorką Hayden Panettiere. Dwa lata później w maju 2011 para ogłosiła rozstanie. Niespodziewanie w 2013 Kłyczko oświadczył się aktorce. W grudniu 2014 roku przyszła na świat ich córka Kaya Evdokia Kłyczko. W roku 2018 matka aktorki potwierdziła informacje o drugim rozstaniu pary. Córka pozostała pod opieką ojca, a Hayden nie utrzymuje kontaktu ze swoją córką.
Kłyczko, oprócz ojczystego ukraińskiego, posługuje się także trzema językami: angielskim, niemieckim oraz językiem rosyjskim.
Brał udział w protestach w ramach Euromajdanu, podczas którego wraz z partnerką przemawiał do demonstrujących 6 grudnia 2013 w Kijowie. Jego brat, Witalij aktywnie włączył się w działania ruchu Euromajdanu i został jednym z jego liderów. W 2014 został wybrany merem Kijowa.
Jeszcze przed rosyjską inwazją na Ukrainę wstąpił do ukraińskich Sił Obrony Terytorialnej, w ramach których bronił później Kijowa w pierwszej fazie rosyjskiej agresji. Według mediów bracia Kłyczko mieli zostać umieszczeni na liście rosyjskich celów tzw. „czarnej listy Putina” do usunięcia podczas wojny.